# Somatina purpurascens
Somatina purpurascens là một loài bướm đêm trong họ Geometridae.